# Julien Baker
Julien Rose Baker (née le 29 septembre 1995) est une auteure-compositrice-interprète et guitariste et pianiste américaine née à Memphis (Tennessee). Après des débuts dans Forrister, un groupe de rock alternatif, elle s'est  lancée en solo. Son premier album, Sprained Ankle (en français, Cheville foulée), a reçu un bon accueil en 2015. Il en est de même pour son second opus, Turn Out the Lights, sorti en 2017, et son troisième album publié en 2021, Little Oblivions.
Elle a en outre formé le supergroupe boygenius, avec deux autres auteures-compositrices-interprètes américaines, Phoebe Bridgers et Lucy Dacus.

## Biographie
Née à Murfreesboro (Tennessee), Baker a grandi à Memphis avec ses parents. Ils ont fréquenté une église baptiste et la foi est donc devenue très importante pour elle. Elle a appris à jouer de la guitare avec celle de son père. Elle a souvent fait des reprises de Fall Out Boy. Ses parents ont divorcé mais les deux ont soutenu son goût pour la musique punk. Son père l'a emmenée aux concerts punk organisés par Smith7 Records, une organisation sans but lucratif à Memphis,.
Matthew Gilliam et elle ont formé un groupe de rock alternatif, Forrister en 2010. En 2015, le groupe s’appelle The Star Killers. Elle en est la chanteuse et guitariste et Gilliam en est le batteur. Le groupe se compose aussi d'Alex Creech et d'Austin Howell. Le premier joue de la basse et le second joue de la guitare rythmique,. Lors de ses concerts avec Forrister, elle a rencontré Ryan Azada, qui l’a présentée à 6131 Records. Pendant sa tournée de la côte Est en 2016, elle partage la scène avec Phoebe Bridgers.
Elle a fréquenté l'université d'État de Middle Tennessee. Au départ, elle étudiait l'ingénierie du son. Elle s'est ensuite dirigée vers la littérature pour être professeur de lycée,.
Elle sort le 27 octobre 2017 sur le label Matador Records, son second album, intitulé Turn Out the Lights,,.
En août 2018, le projet boygenius, un groupe formé avec Phoebe Bridgers et Lucy Dacus, est dévoilé. Trois titres sont publiés dans la foulée, dont Stay Down, sur lequel Julien Baker interprète le chant principal. L'EP sort finalement en octobre 2018, et est bien accueilli par la critique.
En février 2021, elle sort son troisième album, Little Oblivions. L'album est lui aussi bien reçu,.
Elle publie le 27 août 2021 un titre en duo avec Keaton Henson intitulé Marionette. Ce titre fait partie du EP Fragments du chanteur anglais.

## Carrière
Pendant sa première année à l'université d'État de Middle Tennessee, Baker s’est mise à écrire des chansons pour elle-même,. Sa maquette est sortie en 2014 sur le site web Bandcamp. Cette maquette est devenue son premier album Sprained Ankle le 23 octobre 2015, ressorti depuis chez 6131 Records.

## Discographie

### Albums studio

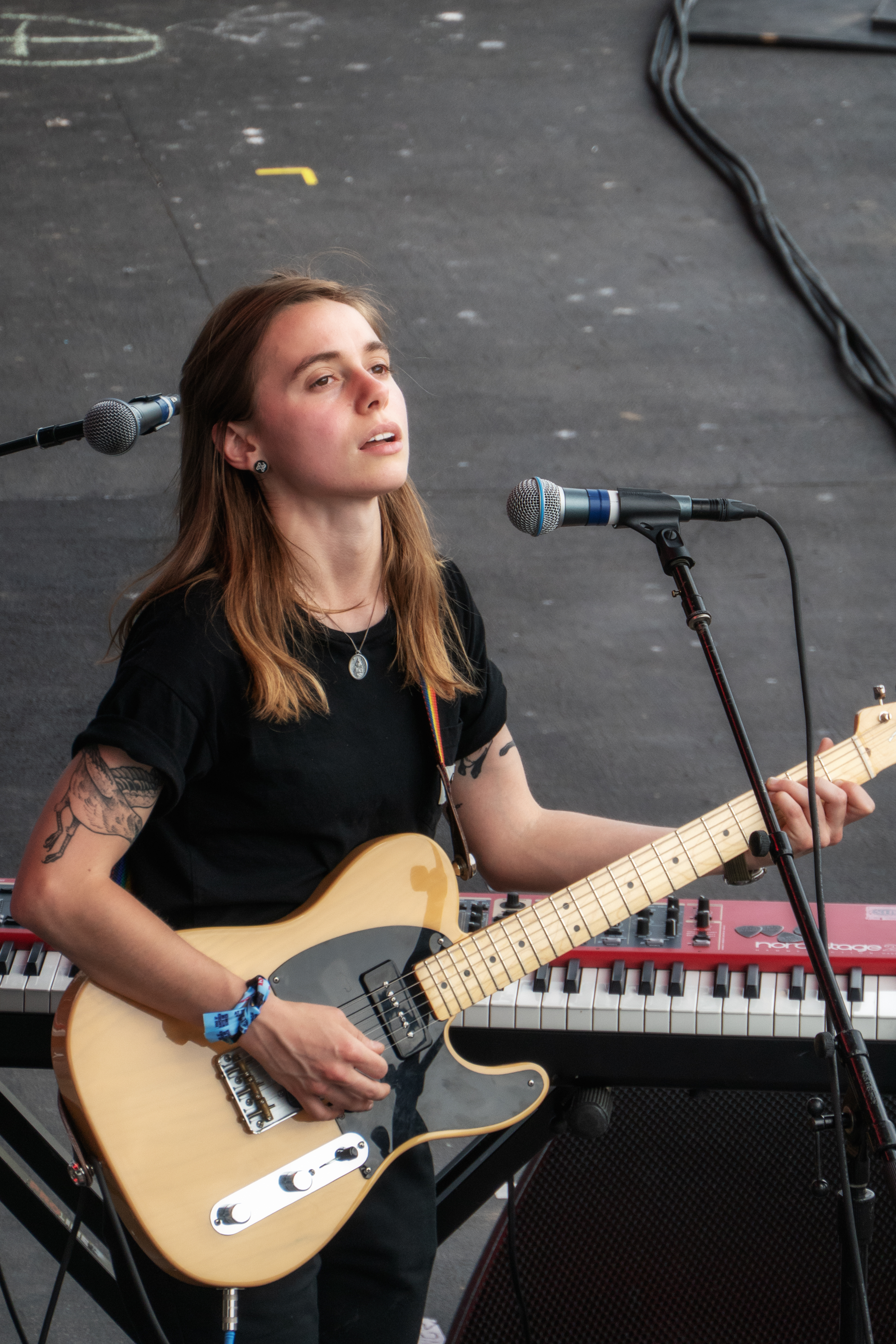
Julien Baker en mai 2018, au Sasquatch Music Festival, dans l'État de Washington.

- 2016 - Sprained Ankle (Matador Records)
- 2017 - Turn Out the Lights (Matador Records)
- 2021 - Little Oblivions (Matador Records)

### Collaborations
avec Torres
- 2025 - Send a Prayer My Way (Matador Records)

### Autres projets
Boygenius
- 2018 - Boygenius (EP) (Matador Records)
- 2023 - The Record (Interscope Records)
- 2023 - The Rest (EP) (Interscope Records)